# Zdzisław Krzyszkowiak
Zdzisław Ludwik Krzyszkowiak (Wielichowo, 3 de agosto de 1929 - Varsóvia, 23 de março de 2003) foi um atleta recordista mundial e campeão olímpico polonês.
Campeão polonês de corridas de longa distância e de cross-country por treze vezes, ele obteve proeminência internacional nos Jogos de Melbourne 1956, quando ficou em quarto lugar na prova dos 3000 m c/ obstáculos, sua maior especialidade. Dois anos depois, no Campeonato Europeu de Atletismo de 1958, realizado em Estocolmo, na Suécia, estabeleceu reputação como um dos maiores fundistas do mundo da época, ao vencer os 5000 m e os 10000 m.
Dois meses antes dos Jogos Olímpicos de Roma, em 1960, Krzyszkowiak quebrou pela primeira vez o recorde mundial dos 3000 m c/ obstáculos com a marca de 8m31s4, em Tula. Em Roma, ele entrou em duas provas de fundo, os 10000 m, onde terminou em sétimo e a prova no qual era favorito, os 3000 m, ganhando a medalha de ouro em 8m34s3, novo recorde olímpico.
Depois destes Jogos ele decidiu se concentrar apenas no steeplechase, quebrando pela segunda vez o recorde mundial da prova (8m30s4) em 1961. Sua carreira durou apenas mais dois anos, sendo obrigado a retirar-se das pistas em 1963 devido às seguidas contusões. Nos anos seguintes dedicou-se a carreira de técnico de atletismo. Morreu em Varsóvia aos 73 anos de idade.
Em 1960, foi construído um estádio na cidade de Bydgoszcz batizado em sua homenagem. Inicialmente construído com arquibancadas de madeira, foi completamente modernizado em 2007-2008, e tem hoje cerca de 20 mil confortáveis lugares, usado especialmente para sediar jogos de futebol e torneios de atletismo.